# 柳蒼二郎
柳 蒼二郎（やなぎ そうじろう、1964年（昭和39年）12月2日 - ）は、日本の実業家、小説家。有限会社アズマネオン取締役。
千葉県印旛郡酒々井町生まれ。日本大学経済学部卒業後、広告代理店勤務を経て父の興した屋外広告業を継ぐ。
2001年（平成13年）、『異形の者』で第7回歴史群像大賞を受賞した。

## 著書
- 『異形の者』 学習研究社、2001年。
  - 『異形の者-甲賀忍・佐助異聞』として2005年に学研M文庫から再版。
- 『邪眼』 学習研究社、2002年。
- 『孤狼の剣』 中央公論新社 C★NOVELS 非の王1、2004年。
- 『凄艶の牙』 中央公論新社 C★NOVELS 非の王2、2004年。
- 『業火の剣』 中央公論新社 C★NOVELS 非の王3、2004年。
- 『紅蓮の牙』 中央公論新社 C★NOVELS 非の王4、2004年。
- 『元禄魔伝-八咫鴉』 徳間書店 トクマ・ノベルズ新伝奇、2004年。
  - 『秘伝元禄血風の陣』として2008年に徳間文庫から再版。
- 『元禄魔伝-狗五芒』 徳間書店 トクマ・ノベルズ新伝奇、2004年。
  - 『秘伝元禄骨影の陣』として2008年に徳間文庫から再版。
- 『元禄魔伝-悲巫女』 徳間書店 トクマ・ノベルズ新伝奇、2004年。
  - 『秘伝元禄無命の陣』として2009年に徳間文庫から再版。
- 『風の忍び-六代目小太郎』 学研M文庫、2008年。
- 『恋の闇-風の忍び六代目小太郎』 学研M文庫、2009年。
- 『海商-異邦の人ジョン・M・オトソン』 徳間書店、2009年。
- 『影の剣-風の忍び六代目小太郎』 学研M文庫、2010年。
- 『太夫の夢-風の忍び六代目小太郎』 学研M文庫、2010年。
- 『風の掟-風の忍び六代目小太郎』 学研M文庫、2010年。
- 『天下泰平、まかり通る』 徳間文庫、2010年。